# Ван Ворст тот Ворст, Ян Йозеф Годфрид
Ян Йозеф Годфрид, барон ван Ворст тот Ворст старший; (нидерл. Jan Joseph Godfried van Voorst tot Voorst Sr.; 16 сентября 1846, пос. Элден, Гелдерланд, Нидерланды — 17 января 1931, Арнем, Нидерланды) — нидерландский высший офицер и государственный деятель, президент Сената Нидерландов (1914—1929).

## Биография
Родился в потомственной военной семье. В 1870 году прошёл основной военный курс батальона в Кампене.
Находился на военной службе, с 1904 по 1908 годы являлся полковником, командиром гренадерского и егерского полков. В 1914 году ему было присвоено воинское звание генерал-лейтенанта.
Являлся членом Римско-католической государственной партии. В 1908 году избран сенатором от Южной Голландии и был им до конца жизни. В 1914—1929 годах — президент Сената Нидерландов.
С 1907 года носил титул особого адъютанта королевы Вильгельмины. Входил в состав попечительских советов ряда общественных и благотворительных организаций, а том числе был председателем Ассоциации офицеров-ветеранов голландской армии. С 1911 года — бальи Мальтийского ордена Нидерландов.

## Награды и звания
Был награждён нидерландскими орденами: Оранских-Нассау и Большим крестом ордена Нидерландского льва.
Кавалер иностранных наград:
- офицер ордена Почётного легиона (Франция),
- рыцарь ордена Данеброг (Дания),
- рыцарь ордена Короны (Пруссия),
- командор ордена Короны Италии,
- командор императорского австрийского ордена Франца Иосифа,
- командор ордена Меча (Швеция).